# Remigius Stölzle
Remigius Stölzle (* 23. November 1856 in Ob; † 23. Juli 1921 in Würzburg) war ein deutscher Philosoph.

## Leben
Remigius Stölzle studierte in München und an der Universität Würzburg. Nach der Promotion zum Dr. phil. in Würzburg 1882 war er zunächst als Gymnasiallehrer in Augsburg und Würzburg tätig. 1894 wurde er ordentlichen Professor an der Universität Würzburg.
1907 war er der Vorsitzende eines Komitees für die Errichtung eines Grabdenkmals zu Ehren Herman Schells.
Stölzle widersetzte sich den Bestrebungen innerhalb der Bildungsreform, „religiös-sittliche“ Bildungs- und Lebensziele aus den Augen zu verlieren. In einem Vortrag im Herbst 1918, veröffentlicht in der Zeitschrift Pharus 1919, wies er darauf hin, die im Zusammenhang mit den Diskussionen über eine Schulreform nicht nur grundsätzlich alle bisherige Organisationen und Lehrpläne, sondern auch die Erziehungsziele der Schule zur Disposition ständen. So würden „immer mehr Stimmen in pädagogischen und politischen Kreisen laut, welche im Interesse einer modernen Schulgestaltung das Erziehungsziel rein diesseitig gestaltet und jene religiöse Erziehung aus dem öffentlichen Schulwesen ausgeschaltet wissen wollen.“
Seit 1889 war er Ehrenmitglied der katholischen Studentenverbindung KDStV Markomannia Würzburg im CV.

## Schriften (Auswahl)
- Die Lehre vom Unendlichen bei Aristoteles. Würzburg 1882.
- Karl Ernst von Baer und seine Weltanschauung. Regensburg, 1897
- Pädagogische Einrichtungen und Stiftungen im Juliusspital zu Würzburg. In: Historisch-politische Blätter für das katholische Deutschland. Band 141, 1908, S. 285–292.
- Ein vergessenes Studenteninstitut im Juliusspital zu Würzburg. In: Die Christliche Schule. Pädagogische Studien und Mitteilungen. Band 4, 1913, S. 553–568.
- Erziehungs- und Unterrichtsanstalten im Juliusspital zu Würzburg von 1580–1803. Erstmals aktenmäßig dargestellt. Beck, München 1914. OCLC 72649708.
- Johann Michael Sailer, seine Ablehnung als Bischof von Augsburg im Jahre 1819. Erstmals aktenmässig dargestellt. Schöningh, Paderborn 1914.
- Neudeutschland und die vaterländische Erziehung der Zukunft. Paderborn 1915, OCLC 492457780.
- Prof. F. W. Foerster-München als Gegner der Einheitsschule. Eine kritische Studie. Langensalza 1919, OCLC 1038446665.
- Pädagogische Neuorientierung und unser Erziehungsziel. In: Pharus, Jg. 10 (1919), S. 1–14 (Digitalisat).